# Und ewig schleichen die Erben
Und ewig schleichen die Erben (Originaltitel: Splitting Heirs) ist eine britische Filmkomödie von Robert Young aus dem Jahr 1993. Die Hauptrollen spielten Eric Idle und Rick Moranis.

## Handlung
Der Prinz Tommy Butterfly Rainbow Peace Patel und Henry Bullock wurden als Babys vertauscht. Tommy Butterfly wurde von einer indischen Familie adoptiert und wuchs in London auf. Henry Bullock wuchs bei der Duchess Lucinda in den USA auf.
Bullock kommt nach England, um seine vermeintlichen Besitzungen in Augenschein zu nehmen. Zufällig ist gerade der echte Prinz beruflich verpflichtet, Bullock zu betreuen. Henry betrachtet Tommy als einen Freund. Er feiert gemeinsam mit Tommy mit Geld, das Tommy auf Henrys Veranlassung aus der Portokasse des Unternehmens entnimmt. Dafür soll Tommy entlassen werden, aber der alte Herzog stirbt inzwischen und Henry übernimmt die Leitung des Unternehmens.
Tommy erfährt über seine Abstammung und wendet sich an den Anwalt Raoul P. Shadgrind. Dieser gibt Tommy Ratschläge, wie er Henry ermorden könnte, was Tommy jedoch zuerst ablehnt.
Tommy wird von Kitty verführt, in die er sich verliebt. Am nächsten Tag erfährt er, dass Kitty Henry heiraten soll und lediglich das letzte Abenteuer vor ihrer Hochzeit suchte. Daraufhin unternimmt er einige Anschläge auf Henry, die alle misslingen.
Als es zu keinem Mord kommt, erscheint Shadgrind auf dem Landsitz, wo sich Henry und Tommy aufhalten. Er versucht, Henry zu erschießen, was ihm nicht gelingt. Shadgrind flieht vor einer auf dem Anwesen gehaltenen Raubkatze.
Henry und Tommy arrangieren sich am Ende. Es wird gezeigt, wie Henry auf den Rollerblades Touristen durch die Besitzung führt.

## Kritiken
Die Kritiker des Fischer Film Almanach 1994 meinen: „Turbulent, aber nicht besonders lustig. Eric Idle (…) schrieb dieser blaublütigen Klamotte ein eher blutarmes Drehbuch. Die Besetzung hält, was sie verspricht – aber der Humor ist nicht mehr so treffend, abstrus und zersetzend, wie wir ihn eben von einem Ex-Monty-Python erwarten.“
Das Lexikon des internationalen Films schrieb: „Wenig subtile, ohne Witz und Überraschungen inszenierte Komödie.“
James Berardinelli schrieb auf ReelViews, dass John Cleese zu den Meistern der zeitgenössischen Filmkomödie gehöre, aber selbst er den Film nicht retten könne. Eric Idle wirke – anders als in der Vergangenheit – „unwitzig“. Die Darstellung von Rick Moranis sei „flach“.
Roger Ebert kritisierte in der Chicago Sun-Times vom 30. April 1993 die Besetzung und schrieb, es wäre besser gewesen, wenn Eric Idle und Rick Moranis ihre Rollen getauscht hätten. Ebert lobte die Darstellung von Barbara Hershey.
Hal Hinson schrieb in der Washington Post vom 4. Mai 1993, dass die Komödie „schwach“ („feeble“) sei. Lediglich John Cleese, der „besser als jeder andere im Film spiele“, wurde gelobt.

## Auszeichnungen
Robert Young wurde im Jahr 1993 für die Goldene Palme nominiert.

## Hintergrund
Die Dreharbeiten fanden in Wiltshire, England statt. Das Einspielergebnis in den Kinos der USA betrug 3,2 Millionen US-Dollar.